# 馬歇爾縣 (西維吉尼亞州)
馬歇爾縣（英語：Marshall County）是位於美国西維吉尼亞州北部的一個縣，西鄰俄亥俄州，東鄰宾夕法尼亚州，面積809 平方公里。根據2020年美國人口普查，共有人口30,591人。縣治蒙茲維爾（Moundsville）。該縣成立於1835年3月12日，縣名紀念歷任聯邦眾議員、國務卿及聯邦最高法院首席大法官的约翰·马歇尔（John Marshall）。